# Crepidula maculosa
Crepidula maculosa är en snäckart som beskrevs av Conrad 1846. Crepidula maculosa ingår i släktet Crepidula och familjen toffelsnäckor. Inga underarter finns listade i Catalogue of Life.